# Cléon-d'Andran
Cléon-d'Andran este o comună în departamentul Drôme din sud-estul Franței. În 2009 avea o populație de 892 de locuitori.

## Evoluția populației
| An        | 1975 | 1982 | 1990 | 1999 | 2006 | 2009 |
| --------- | ---- | ---- | ---- | ---- | ---- | ---- |
| Populație | 601  | 630  | 718  | 800  | 874  | 892  |